# Murbach
Murbach este o comună în departamentul Haut-Rhin din estul Franței. În 2022 avea o populație de 165 de locuitori.

## Evoluția populației
| An        | 1975 | 1982 | 1990 | 1999 | 2006 | 2009 |
| --------- | ---- | ---- | ---- | ---- | ---- | ---- |
| Populație | 90   | 89   | 116  | 136  | 136  | 140  |